# Пелехатий Микола Васильович
Микола Васильович Пелехатий (нар. 20 жовтня 1960, м. Бердянськ, Запорізька область — пом. 29 липня 2022, селище Оленівка, Донецької області) — український військовослужбовець, старший солдат Окремого загону спеціального призначення «Азов» Національної гвардії України, учасник російсько-української війни, який відзначився під час відбиття російського вторгнення в Україну і загинув у полоні внаслідок терористичного акту, вчиненого в ніч проти 29 липня 2022 року російськими окупаційними військами на території колишньої Волноваської виправної колонії № 120. Кавалер ордена «За мужність» ІІІ ступеня (2023 р., посмертно). Один із чотирьох найстарших за віком (61 рік) серед загиблих у Оленівці.

## Життєпис
Микола Васильович Пелехатий народився у місті Бердянську. Протягом тривалого часу працював рятувальником у міському відділі МНС/ДСНС.
Його дружина померла і він сам з 12-річного віку виховував сина Віктора. Влітку 2000 року Микола Васильович, якому вже виповнилося 40, зустрів у рідному місті 25-річну Ірину, між ними виникло кохання, яке 2003-го призвело пару до одруження та народження сина. 
2006 року Микола Васильович вийшов на пенсію і відкрив власний невеличкий бізнес – автомайстерню, де ремонтував будь-які машини. Коли на Сході України почалася прихована, «гібрідна» фаза російсько-української війни, Микола Васильович разом із старшим сином почали безкоштовно ремонтувати автівки бійцям добровольчих підрозділів. 2015-го Віктор вступив до лав ОЗСП «Азов». За чотири місяці до нього приєднався і батько, якому тоді було 55. Деякий час вони навіть продовжували працювати на базі своєї майстерні, а потім у «Азові» було сформовано ремонтну роту, у якій Микола Васильович обійняв посаду старшого механіка автомобільної техніки. 
2020 року у «Васильовича» підійшов до кінця строк контракту, водночас йому виповнилося 60 (граничний вік проходження військової служби), тож постало питання про його звільнення «за віком». Але він успішно пройшов військово-лікарську комісію, подав рапорт про продовження служби і зрештою добився підписання нового контракту на ще три роки.
Протягом деякого часу Микола Васильович і його старший син служили разом у ремонтній роті, проте згодом Віктор «Дизель» Пелехатий перевівся до 2-го батальйону оперативного призначення, де обійняв посаду головного сержанта взводу матеріально-технічного забезпечення та отримав підвищення у військовому званні. За спогадами дружини, Микола Васильович також переймався своїм тиловим статусом і мріяв не лише «гайки крутити», а й битися на передовій (це бажання зрештою здійснилося, проте – страшною ціною…).
Від початку повномасштабної російської агресії Микола Васильович, як і інши воїни ремонтної роти, виконував свої обов’язки, «ремонтуючи поки було що ремонтувати», а по мірі знищення «азовської» техніки – починав воювати як піхотинець. 23 березня 2022 року під час виконання бойового завдання загинув смертю хоробрих його син, старший сержант Віктор Пелехатий. Командир ремонтної роти майор Сергій «Броня» Павліченко категорічно заборонив підлеглим розповідати «Васильовичу» про смерть сина, і він не знав про це лихо, аж поки один із бійців, який не знав про наказ «Броні», став йому співчувати…
Після боїв за Маріуполь і героїчної оборони території металургійного комбінату «Азовсталь» 20 травня 2022 року за наказом вищого військового керівництва заради збереження життя людей Микола Васильович вийшов з побратимами з «Азовсталі» та потрапив у так званий «полон за домовленістю». Утримувався на території колишньої Волноваської виправної колонії № 120 в окупованому селищі Молодіжному, що неподалік колишнього адміністративного центру селищної ради Оленівки колишнього Волноваського (нині – Кальміуського) району Донецької області, де окупанти утворили фільтраційну в’язницю. 25 травня дружині зателефонували з Червоного Хреста і повідомили, що Микола Васильович у полоні і з ним усе гаразд. Вперше після тривалої перерви (викликаної пошкодженням телефону ще на початку повномасштабної війни) Миколі Васильовичу вдалося поговорити з дружиною у липні, з полону (декому з українських воїнів вдалося пронести у неволю телефони) – під час розмови, що тривала менше хвилини, «Васильович» був явно пригніченим, він попросив дружину организувати кремацію тіла Віктора, щоб після деокупації Бердянська поховати його у рідній землі. (На жаль, виконати цей заповіт дружина не змогла: станом на червень 2024-го тіло Віктора «Дизеля» Пелехатого не ідентифіковано).
У ніч на 29 липня 2022 року прийняв мученицьку смерть у полоні внаслідок масового вбивства військовополонених, влаштованого окупантами у колонії в Оленівці.
1 червня 2023 року у Михайлівському Золотоверхому соборі відбулося заупокійне богослужіння, після якого тіло старшого солдата Пелехатого було кремовано. Прах воїна упокоєний у колумбарії Лук’янівського військового кладовища, за меморіальної плитою.

## Родина
У Миколи Васильовича залишилися дружина, син, невістка, онука.

## Нагороди
- орден «За мужність» ІІІ ступеня (3 листопада 2023 року, посмертно) — за особисту мужність і самовідданість, виявлені у захисті державного суверенітету та територіальної цілісності України, сумлінне та бездоганне служіння Українському народові[3].